# Préchacq-Navarrenx
Préchacq-Navarrenx là một xã thuộc tỉnh Pyrénées-Atlantiques trong vùng Nouvelle-Aquitaine miền tây nam nước Pháp.